# Fulton (Illinois)
Fulton es una ciudad ubicada en el condado de Whiteside en el estado estadounidense de Illinois. En el Censo de 2010 tenía una población de 3481 habitantes y una densidad poblacional de 574,86 personas por km².

## Geografía
Fulton se encuentra ubicada en las coordenadas 41°51′53″N 90°9′26″O / 41.86472, -90.15722. Según la Oficina del Censo de los Estados Unidos, Fulton tiene una superficie total de 6.06 km², de la cual 5.89 km² corresponden a tierra firme y (2.74%) 0.17 km² es agua.

## Demografía
Según el censo de 2010, había 3481 personas residiendo en Fulton. La densidad de población era de 574,86 hab./km². De los 3481 habitantes, Fulton estaba compuesto por el 97.33% blancos, el 0.37% eran afroamericanos, el 0.11% eran amerindios, el 0.78% eran asiáticos, el 0% eran isleños del Pacífico, el 0.34% eran de otras razas y el 1.06% pertenecían a dos o más razas. Del total de la población el 1.67% eran hispanos o latinos de cualquier raza.